# Samsam ad-Dawla Marzuban
Samsam o-dowleh ou Samsâm ad-Dawla Marzubân (Le tranchant de l'empire)  est le deuxième fils de `Adhud ad-Dawla Fannâ Khusraw. Il devient l'émir bouyide d'Irak de 983 à 987, puis émir du Fars et du Kerman en 988 jusqu'en 998. C'est à chaque fois un de ses frères qui le destitue ou lui succède.

## Biographie
Pendant la vie de son père `Adhud ad-Dawla, Marzubân s'est vu attribuer la fonction de gouverneur d'Oman et du Khuzestân. Bien que `Adhud ad-Dawla ne soit que le frère cadet de Charaf ad-Dawla Chirzîl, il était considéré comme le successeur de son père `Adhud ad-Dawla Fannâ Khusraw qui semble-t-il le préférait à son aîné. Ce problème n'a jamais été mis au clair car `Adhud ad-Dawla est mort en mars 983 sans avoir désigné de successeur. Il s'est ensuivi une crise de succession. Marzubân qui se trouvait à Bagdad au moment de la mort de son père commence par la garder secrète dans l'intention de s'assurer de la succession. Lorsque le calife abbasside At-Ta'i lui donne son investiture, il rend publique la mort de son père et prend le titre de Samsâm ad-Dawla.

### La rivalité avec son frère aîné Charaf ad-Dawla Chirzîl
Chirzîl réclame aussi la succession. Depuis le Kerman, il part à la conquête du Fars. Il prend alors le titre de Charaf ad-Dawla. Cette invasion du Fars par Charaf ad-Dawla donne le prétexte à deux autres fils d'`Adhud ad-Dawla de conquérir leur propre province. Taj ad-Dawla (Couronne de l'empire) et Diya' ad-Dawla (Prière de l'empire) prennent Bassora et le Khuzestân. À Diyarbakır un Kurde nommé Badh ben Dustak contraint Samsâm ad-Dawla, à le reconnaitre comme souverain de cette région. Fakhr ad-Dawla `Alî, oncle de Samsâm ad-Dawla, règne sur un vaste territoire autour de Ray. Les deux souverains de Bassora et du Khuzestân attribuent à Fakhr ad-Dawla le titre « d'émir des émirs » faisant de celui-ci le Bouyide le plus puissant, le centre du pouvoir Bouyide se déplace de Bagdad à Ray. 
En dépit de la puissance de Fakhr ad-Dawla, c'est encore Charaf ad-Dawla qui pose le plus de problèmes à Samsâm ad-Dawla. Charaf ad-Dawla prend Oman à Samsâm ad-Dawla. Début 986, il conquiert Bassora et le Khuzestân obligeant ses deux frères à se réfugier près de Fakhr ad-Dawla. En Mai/juin 986, il attaque Samsâm ad-Dawla. Celui-ci est obligé de reconnaître Charaf ad-Dawla comme « émir des émirs ». Un peu plus tard, une révolte contre Samsâm ad-Dawla se manifeste. La rivalité entre l'infanterie daylamite et la cavalerie turque pose des problèmes, c'est une situation qu'avait connue Mu`izz ad-Dawla trente ans plus tôt. L'Irak sombre dans le chaos. Charaf ad-Dawla décide d'intervenir. il entre dans Bagdad en 987. Il destitue Samsâm ad-Dawla et l'emprisonne dans le Fars.

### La revanche après la mort de Charaf ad-Dawla
Charaf ad-Dawla décède le 6 septembre 989. Le troisième fils de `Adhud ad-Dawla Fannâ Khusraw, Bahâ' ad-Dawla Fîrûz est l'héritier de Charaf ad-Dawla, il n'a alors que dix-neuf ans.
Samsâm ad-Dawla peut envisager un retour au pouvoir. Il a été éborgné peu avant la mort de Charaf ad-Dawla sur l'ordre du vizir Abû al-Qasim `Alâ' qui avait la confiance de sa mère Sayyida. Cela ne l'empêche pas de s'évader de sa prison. il prend, à l'invitation du vizir Abû al-Qasim `Alâ', le Fars, le Kerman et le Khuzestân à son jeune frère Bahâ' ad-Dawla. Les deux frères rivaux se trouvent alors attaqués par Fakhr ad-Dawla qui envahit le Khuzestân. Ils concluent une alliance et se partagent l'empire en se promettant de se considérer comme des égaux avec le titre de « Roi ». Samsâm ad-Dawla prend Arrajan, le Fars et le Kerman tandis que Bahâ' ad-Dawla règne sur l'Irak et le Khuzestân. Il y a alors trois royaumes Bouyides indépendants.
En 991, à Bagdad, les vizirs bouyides détrônent le calife abbasside At-Ta'i et à sa place, on rappelle de son exil Al-Qadir fils d'Al-Muttaqi et petit-fils d’Al-Muqtadir qui convoitait depuis longtemps la place de calife.
En 992/993, le vizir Abû Qasim `Alâ'  perd la confiance de Sayyida. Malade après un an de prison, il est soigné par Sayyida elle-même rentre en grâce.
Bahâ' ad-Dawla essaie de se débarrasser de Samsâm ad-Dawla. Il prend le titre de « roi des rois » et envahit les territoires de son frère. Samsâm ad-Dawla parvient à conserver le contrôle de l'Oman et du Khuzestân. Le vizir Abû al-Qasim `Alâ' est chargé de l'administration du Khuzestân barrière entre le Fars et l'Irak. Samsâm ad-Dawla reconnaît Fakhr ad-Dawla comme « émir des émirs » se mettant ainsi sous sa protection.
Fakr ad-Dawla décède en octobre/novembre 997. Son fils Rustam n'a que quatre ans mais il reçoit le titre de Majd ad-Dawla (Gloire de l'empire). Chams ad-Dawla allié au Kurde Badh ben Dustak prend Hamadān après plusieurs batailles. Le jeune garçon est emprisonné dans le fort de Tabarok, tandis que Chams ad-Dawla s'installe à Ray. Un an après Majd-ad-Dawla peut revenir à Ray où il se tient à l'écart des intrigues politiques tandis que Chams ad-Dawla revient à Hamadân.

### Mort de Samsâm ad-Dawla
Dans le royaume de Samsâm ad-Dawla la situation se détériore. L'Irak et le Fars souffrent de la rivalité entre Bahâ'-ad-Dawla et Samsâm ad-Dawla. En 998, Samsâm ad-Dawla envahit le Khuzestân et occupe Bassora. 
De son côté, Bahâ'-ad-Dawla et son allié kurde Badh ben Dustak se préparent à l'attaque. La campagne commence à peine lorsque Samsâm ad-Dawla, qui s'enfuyait de Chiraz, est assassiné par un des fils d'`Izz ad-Dawla (novembre/décembre 998). Aussitôt ses armées du Khuzestân rendent les armes. Bahâ'-ad-Dawla pénètre dans la province du Khuzestân puis du Fars, il vainc facilement le fils d'`Izz ad-Dawla, il prend le Kerman et annexe Oman. Il a alors repris presque tous les territoires que dominait son père `Adhud ad-Dawla. Les émirs Bouyides de Ray et d'Hamadân reconnaissent sa prééminence.